# Njamyn Narantujaa
Njamyn Narantujaa (mongolisch Нямын Нарантуяа, englisch Nyamyn Narantuyaa, wiss. Transliteration Njamyn Narantujaa; * 15. Mai 1961) ist ein ehemaliger mongolischer Boxer.

## Sport
Njamyn Narantujaa trat bei den Olympischen Sommerspielen 1980 in Moskau an. Im Fliegengewichtsturnier schied er in seinem Erstrundenkampf gegen Armando Guevara aus Venezuela aus.